# Букет Євген Васильович
Євге́н Васи́льович Бу́кет (нар. 23 жовтня 1981, Київ) — український краєзнавець, журналіст і громадський діяч.
Головний редактор газети «Культура і життя», член правління Національної спілки краєзнавців України, член Національної Спілки журналістів України, Національної спілки письменників України (2023). Лауреат Міжнародної премії імені Олеся Гончара (2008) та Премії імені В'ячеслава Чорновола за кращу публіцистичну роботу в галузі журналістики (2018). Почесний краєзнавець України (2016).

## Життєпис
Народився в Києві. Шкільні роки провів на батьківщині роду, в селі Грузькому Макарівського району Київської області. 1999 року закінчив місцеву школу, а у 2004-го — механіко-математичний факультет Київського університету ім. Шевченка.
У 2006—2007 працював кореспондентом газети «Макарівські вісті».
2007—2009 — інтернет-редактор Всеукраїнського культурологічного тижневика «Слово Просвіти». 2010—2014 — заступник головного редактора цього часопису.
З вересня 2014 по квітень 2015 — заступник головного редактора, з травня 2015 — головний редактор газети «Культура і життя».

## Громадська діяльність
Євген Букет — відповідальний секретар (з 2010 року), заступник голови (з 2012 року) Київської обласної організації Національної спілки краєзнавців України, з 23 січня 2012 — член правління НСКУ, член ради Київської обласної організації Українського товариства охорони пам'яток історії та культури (з 2008 року), заступник голови (2008—2017), голова (від 2 грудня 2017[неавторитетне джерело]) Київського обласного об'єднання товариства «Просвіта» ім. Шевченка, член контрольно-ревізійної інспекції ВУТ «Просвіта» імені Т. Шевченка (2013—2017), заступник голови Всеукраїнської молодіжної громадської організації «Молода Просвіта» (2003—2008), почесний голова Київського обласного товариства «Молода Просвіта» (з 2008 року), член правління Всеукраїнського благодійного фонду «Журналістська ініціатива» (з 2019 року), дійсний член Українського наукового товариства краєзнавства геральдики та фалеристики (2008—2011), член Українського геральдичного товариства (з 2009 року), Історичного клубу «Холодний Яр» (з 14.10.2018 р.), старший лейтенант козацтва. Був помічником-консультантом на громадських засадах народних депутатів України Юрія Гнаткевича (у V та VI скликанні) та Тараса Юрика у VIII скликанні.
З 17 грудня 2011 по 15 грудня 2012 — голова правління, з 15 грудня 2012 по 15 грудня 2013 — голова ревізійної комісії громадської організації «Вікімедіа Україна». 2011 року започаткував проведення українських Вікіекспедицій, 2013-го — ініціював фотоконкурс «Вікі любить Землю», а 2017-го — перехід газет «Культура і життя» і «Кримська світлиця» на ліцензування CC BY. 12 вересня 2017 разом з Андрієм Бондаренком і Олексою Юрченком заснував Товариство редакторів української Вікіпедії. На зборах засновників обраний його головою.
15 серпня 2012 Центральною виборчою комісією України зареєстрований кандидатом у народні депутати України по 212 мажоритарному виборчому округу (Київ, Дарницький район) від політичної партії «Наша Україна», у його передвиборчій програмі було визначено редагування Вікіпедії як складову навчального процесу. За підсумками виборів посів 15 місце серед 39 претендентів, здобувши 369 голосів виборців.
У 2014—2018 рр. — член громадської ради при Державній архівній службі України. З 2014 — член експертно-перевірної комісії та колегії Центрального державного електронного архіву України.
2013 року відвідав Соловецькі острови[значущість факту?]. З 2014 — є членом громадської організації «Міжнародне об'єднання „Соловецьке братство“», співавтор книжки статей учасників Соловецької прощі «Соловецька печаль України» (2016).

## Творчість
Ще студентом почав досліджувати історію малої батьківщини[джерело?]. 2001 року побачила світ його перша краєзнавча монографія «Історія українського села Грузьке». Відтоді Євген Букет став автором понад 20 книжок з історії Макарівського району Київської області, чим здобув визнання як дослідник-краєзнавець.
Має понад 500[джерело?] публікацій у друкованих ЗМІ. Разом з Л. Голотою є упорядником публіцистичної серії "Бібліотека «Слова Просвіти».

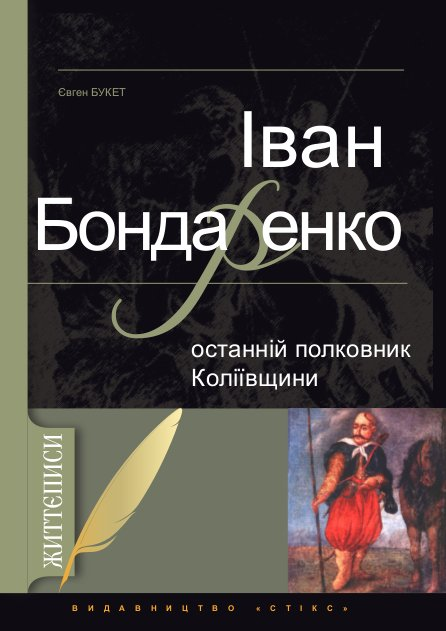
Книга Євгена Букета «Іван Бондаренко — останній полковник Коліївщини» (2014)

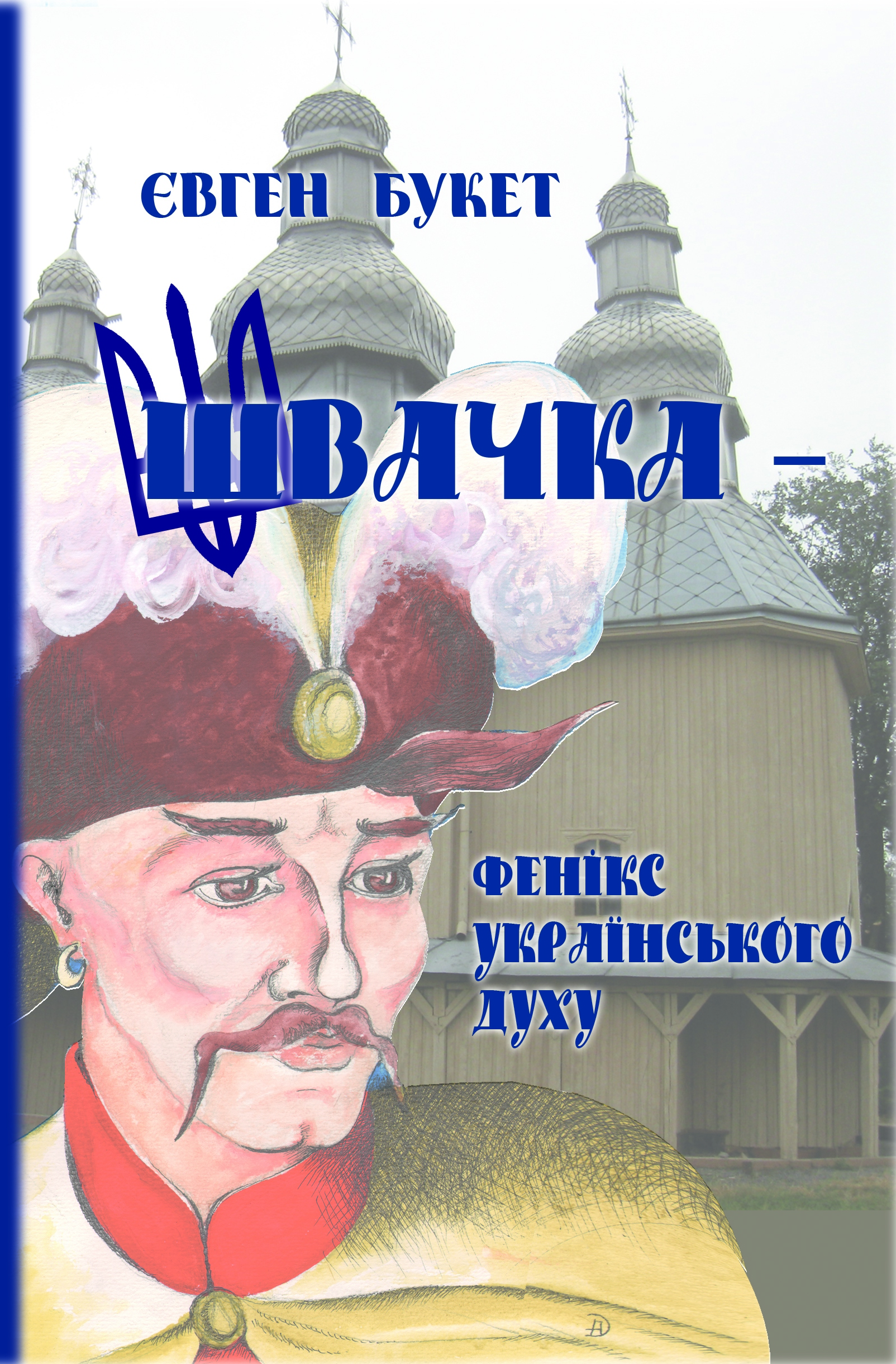
Книга Євгена Букета «Швачка — фенікс українського духу» (2016)

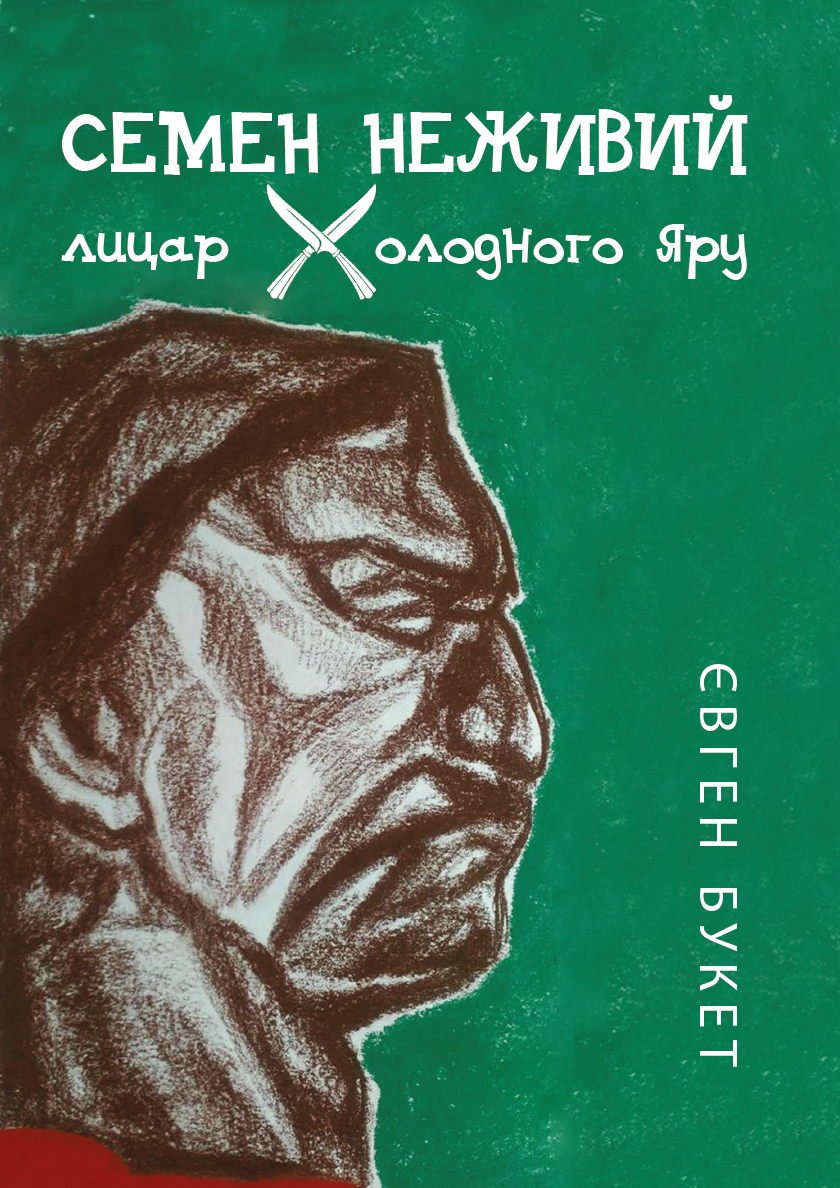
Книга Євгена Букета «Семен Неживий — лицар Холодного Яру» (2020)

У 2014 побачила світ книга-дослідження, яка по-новому відкриває повстання 1768 року «Іван Бондаренко — останній полковник Коліївщини». 2016-го вийшла друком ще одна наукова розвідка про гайдамацький рух XVIII століття — «Швачка — фенікс українського духу», а 2020-го чергова праця з серії історичних нарисів про Коліївщину «Семен Неживий — лицар Холодного Яру». Також Є. Букет ініціював та впорядкував збірник наукових і науково-популярних статей, присвячений 250-річчю національно-визвольного повстання 1768—1770 років «Коліївщина: право на повстання» (2020).
У час російського вторгнення в Україну, працюючи кореспондентом інформаційного агентства «АрміяInform», став автором історичного дослідження «30 війн із Zаклятим сусідом».
Основні праці
- Букет Є.В. Історія українського села Грузьке. — Київ : «Логос», 2001. — 48 с. — ISBN 966-581-268-8.
- Букет Є.В. Історія українського села. Козичанка. — Київ : «Логос», 2003. — 100 с. — ISBN 966-581-406-0.
- Букет Є.В. Вісімдесят років діяльності «Молодої Просвіти». — Київ : Пугач О.В., 2004. — 96 с. — ISBN 966-8359-00-3.
- Букет Є.В. Історія українського села. Комарівка. — Київ : «Логос», 2004. — 88 с. — ISBN 966-581-554-7.
- Ащенко Н.В., Букет Є.В., Нетреба Д.С. та ін.; Упоряд. Букет Є.В. Нариси з історії Макарівського району: До 15-ї річниці Незалежності України. — Київ : «Логос», 2006. — 416 с. — ISBN 966-581-815-5.
- Букет Є.В., Луценко М.В. Молодіжні та дитячі громадські організації Київської області. Довідник. — Київ : «Логос», 2008. — 116 с. — ISBN 978-966-581-971-4.
- Ащенко Н.В., Букет Є.В., Нетреба Д.С. та ін. Макарівський район. 85 років. Презентаційний збірник. — Київ : «Український видавничий консорціум», 2008. — 64 с. — ISBN 978-966-8189-66-1.
- Букет Є.В. Історія українського села. Колонщина. — Вінниця : ПП «Видавництво «Теза», 2008. — 132 с. — ISBN 978-966-421-059-8.
- Букет Є.В. Буслів суд. Грузецькі оповідки. — Київ : Пугач О.В., 2009. — 48 с. — ISBN 978-966-8359-09-5.
- Букет Є. В. та ін. Наше прізвище Букет. — Київ : Пугач О.В., 2010. — 160 с. — ISBN 978-966-8359-08-8.
- Букет Є.В., Кулаковський В.М., Міщенко Л.А. та  ін.; Упоряд. Букет Є.В. Нариси з історії Ясногородки. — Біла Церква : Вид. О.В. Пшонківський, 2010. — 304 с. — ISBN 978-966-2083-83-5.
- Міста і села України. Київщина / історико-краєзнавчі нариси. - Том 2. — Київ : «Український видавничий консорціум», 2011. — 448 с. — ISBN 978-966-1641-31-9.
- Букет Є.В., Перерва В.С. Люди, які несли віру. Літопис православного життя села Грузького. — Київ : Пугач О.В., 2011. — 80 с. — ISBN 978-966-8359-14-9.
- Букет Є.В., Гальчак С.Д., Дмитрук В.І., Маньковська Р.В. Джерела духовності: Науково-краєзнавчі експедиції Національної спілки краєзнавців України 2009-2013 рр. Документи та матеріали. — Вінниця : ПП Балюк І.Б, 2014. — 340 с. — ISBN 978-617-530-064-0.
- Савченко Г. П., Букет Є. В., Синявський Я. О. Київська область. Живий у пам'яті поколінь // Україна Тараса Шевченка: іст.-краєзнав. нариси / упоряд.: Р. В. Маньковська, В. М. Мельниченко; передм. О. П. Реєнта; голова ред. ради Л. М. Новохатько; голов. ред. О. П. Реєнт; худож.-оформлювач О. М. Іванова; М-во культури України, Нац. спілка краєзнавців України. — Харків: Фоліо, 2014. — С. 182—213, 574. ISBN 978-966-03-6759-3
- Букет Євген. Іван Бондаренко — останній полковник Коліївщини. Історичний нарис. — Київ: Видавництво «Стікс», 2014. — 320 с. ISBN 978-966-2401-09-7
- Букет Євген. Нариси з історії Київської «Просвіти». — К.: ВЦ «Просвіта», 2014. — 112 с. — ISBN 978-617-7201-05-1
- Букет Є.В. Швачка — фенікс українського духу. — Київ : «Український пріоритет», 2016. — 360 с. — ISBN 978-617-7398-15-7.
- Національна спілка краєзнавців України в інформаційному просторі. До 90-річчя журналу «Краєзнавство» / [відп. ред. О. П. Реєнт; упоряд.: Є. В. Букет, В. І. Дмитрук, Р. В. Маньковська, В. І. Милько]. — К.: НСКУ, 2017. — 183 с. — ISBN 978-617-7009-52-7.
- Мар'янівка / за заг. ред. Є. В. Букета; Є. В. Букет, П. Л. Машовець, Г. Г. Оніщук. — Житомир: ФОП Євенок О. О., 2017. — 132 с., іл. — (Історія укр. села). — ISBN 978-617-7483-80-8
- «Дивлюся на небо та й думку гадаю» в перекладах мовами світу [Архівовано 16 жовтня 2021 у Wayback Machine.] / Упорядники Є. В. Букет, О. Є. Петренко. — Житомир: ФОП Євенок О. О., 2017. — 112 с. — (Бібліотека газети «Культура і життя»). — ISBN 978-617-7607-13-6
- Вільне (Вульшка): краєзнавчий вимір крізь віки [Текст] / Євген Букет, Віталій Коцур, Леся Коцур. — Переяслав-Хмельницький: Домбровська Я. М., 2018. — 187 с. : фот. — (Історія українського села). — Бібліогр. в зносках. — ISBN 978-617-7747-00-9
- Літопис Національної спілки краєзнавців України: 2008—2018 рр. До 10-річчя надання Спілці краєзнавців статусу національної / Нац. спілка краєзнавців України; за заг. ред. О. П. Реєнта; упоряд.: Є. В. Букет, В. І. Дмитрук, Р. В. Маньковська, В. І. Милько. — К.: НСКУ, 2018. — 500 с. — ISBN 978-617-7399-26-0[29]
- Коліївщина: право на повстання: збірник наукових і науково-популярних статей, присвячений 250-літтю національно-визвольного повстання 1768—1770 років / упоряд. Є. В. Букет; Наук.-досл. ін-т козацтва ім. С. Бандери, НАЦ «УСДД», Іст. клуб «Холодний Яр». — К.: видавець Мельник М. Ю., 2020. — 344 с. — ISBN 978-617-7838-05-9
- Олександр Давидчук. Від Афгану до «Айдару»… / упоряд. Є. В. Букет, В. А. Гедз. — К.: Видавничий дім «Українська культура», 2020. — 32 с. — ISBN 978-966-97958-1-6
- Букет Є.В. Семен Неживий — лицар Холодного Яру. — Київ : «Українська культура», 2020. — 416 с. — ISBN 978-966-97958-0-9.
- Букет Є.В. Фастів козацький і гайдамацький. — Київ : Видавництво Марка Мельника, 2021. — 504 с. — ISBN 978-617-7838-21-9.
- 30 війн із Zаклятим сусідом / авт. кол.: Є. В. Букет, Т. П. Мороз, В. І. Саранцев (кер. проєкту) та ін. — К., 2022. — 64 с. : іл. (укр. і англ. мовами).

## Нагороди
- Молодіжна премія голови Київської облдержадміністрації (2004)
- Міжнародна премія імені Олеся Гончара (2008)
- Медаль Олександра Довженка (2016)[30][31]
- Почесний краєзнавець України (2016)
- Відзнака «За подвижництво в культурі» Українського фонду культури (2017)
- Міжнародна літературно-мистецька премія імені Пантелеймона Куліша (2018)[32]
- Літературно-мистецька премія імені Володимира Косовського (2018)[33]
- Премія імені В'ячеслава Чорновола за кращу публіцистичну роботу в галузі журналістики (2018)[34]
- Орден Святого Рівноапостольного князя Володимира Великого III ступеня (2019)
- Премія імені Якова Гальчевського в номінації «За публіцистичну діяльність» (2021)[35]
- Лауреат відзнаки «Вікімеч» імені Олега «Raider» Ковалишина — «за внесок у майбутню Перемогу України в інформаційній війні» (2021)[36]
- Літературна премія імені Юрія Горліса-Горського (2021)[37]
- Медаль «Івана Мазепи» — за значну творчу діяльність на благо України (2021)[38]
- Медаль святого Архістратига Михаїла — «за заслуги перед Помісною Українською Православною Церквою та за жертовність і любов до України» (2024)[39]